# Danny Mühl
Danny Mühl (Velsen-Noord, 20 september 1998) is een Nederlands voetballer die doorgaans als verdediger speelt.

## Carrière
Danny Mühl speelde in de jeugd van VSV, IJ.V.V. Stormvogels en AZ, en werd gedurende zijn periode bij AZ ook enkele keren geselecteerd voor Nederlandse jeugdelftallen. Hij debuteerde in het betaald voetbal voor Jong AZ op 24 november 2017, in de met 3-2 verloren uitwedstrijd tegen FC Dordrecht. Hij kwam in de 46e minuut in het veld voor Justin Bakker. In de winterstop van het seizoen 2017/18 vertrok hij naar Jong Vitesse, waarmee hij in zijn eerste seizoen naar de Tweede divisie promoveerde door kampioen te worden van de Derde divisie Zondag. Na een seizoen in de Tweede divisie werd Jong Vitesse uit de voetbalpiramide gehaald en keerde het team terug in de Beloften Eredivisie. Hij speelde voor Jong Vitesse tot zijn contract in 2020 afliep.

### Statistieken
| Seizoen                       | Club           | Land           | Competitie         | Competitie | Competitie | Beker | Beker | Totaal | Totaal |
| Seizoen                       | Club           | Land           | Competitie         | Wed.       | Dlp.       | Wed.  | Dlp.  | Wed.   | Dlp.   |
| ----------------------------- | -------------- | -------------- | ------------------ | ---------- | ---------- | ----- | ----- | ------ | ------ |
| 2017/18                       | Jong AZ        | Nederland      | Eerste divisie     | 2          | 0          | –     | –     | 2      | 0      |
| 2017/18                       | Jong Vitesse   | Nederland      | Derde divisie Zon. | 2          | 0          | –     | –     | 2      | 0      |
| 2018/19                       | Jong Vitesse   | Nederland      | Tweede divisie     | 1          | 0          | –     | –     | 1      | 0      |
| Carrièretotaal                | Carrièretotaal | Carrièretotaal | Carrièretotaal     | 5          | 0          | 0     | 0     | 5      | 0      |
| Bijgewerkt op 11 januari 2021 |                |                |                    |            |            |       |       |        |        |